# Bunty und Babli
Bunty und Babli (Originaltitel: Bunty Aur Babli, Hindi: बंटी और बब्ली, bantī aur bablī; Urdu: بنٹی اور ببلی; übersetzt: „Bunty und Babli“) ist einer der erfolgreichsten Hindi-Filme aus dem Jahr 2005.

## Handlung
Fursatganj: Rakeshs Vater will, dass sein Sohn Schaffner wird und die Fahrscheine kontrolliert, aber Rakesh hat andere Pläne. Er möchte reich und berühmt werden. Gegen seinen Willen hat der Vater ein Vorstellungsgespräch für ihn arrangiert. Rakeshs einzige Hoffnung ist die Flucht von zu Hause; er will nun sein Leben selbst in die Hand nehmen.
Punkinagar: Vimmi träumt davon, Model zu werden, doch ihre Eltern haben eine Ehe für sie arrangiert. Auch Vimmis letzte Hoffnung ist die Flucht, um ihrem Traum ein Stückchen näher zu kommen.
Rakesh und Vimmi reisen mit dem gleichen Zug nach Lakhnau. Um an Reichtum zu gelangen, möchte Rakesh seine Idee an eine Finanzfirma verkaufen. Selbst als er eine Liste mit 500 nötigen Investoren vorzeigt, erteilt ihm Mr. Qureishi, der Besitzer der Finanzfirma, eine Abfuhr. Vimmi ergeht es nicht anders. Sie wollte beim Miss India Contest teilnehmen, welche in Lakhnau schon seit zwei Tagen vorüber ist.
Am Bahnhof in Lakhnau lernen sich die beiden kennen und beschließen, gemeinsam nach Kanpur zu reisen, um dort ihr Glück zu versuchen. In Kanpur sucht Rakesh wieder eine Finanzfirma auf. Ihm wird gesagt, dass zuvor schon jemand mit derselben Idee gekommen ist und dafür bezahlt wurde. Rakesh ahnt, dass Mr. Qureishi dahinter steckt und ihn betrogen hat. Währenddessen versucht Vimmi, beim Miss India Contest in Kanpur teilzunehmen. Pankinagar gehört zum Gebiet Lakhnau und somit ist für sie eine Teilnahme in Kanpur ausgeschlossen.
Vimmi und Rakesh treffen sich zufällig in einem Café in Kanpur wieder. Beide sind sehr verzweifelt, aber aufgeben wollen sie nicht. So hat Rakesh die Idee, in Bombay das große Geld zu machen. Für die Fahrkarten nach Bombay brauchen sie jedoch viel Geld, und da kommt Rakesh plötzlich eine gute Idee.
In einem Club trifft er Mr. Qureishi. Nach einem Small-talk überredet Rakesh ihn, in einen Nachrichtensender zu investieren. Vimmi spielt als Lockvogel die Besitzerin des Fernsehsenders. Nachdem sie das Bargeld haben, hauen sie heimlich von dem Club ab.
Mit dem Bus wollen sie weiterreisen und Rakesh lässt sich in der Registrierliste als Bunty eintragen, Vimmi gibt er den Namen Babli. Diese Namen dienen als Decknamen, um beim Stehlen nicht aufzufliegen. Während der Busfahrt klären sie die weiteren Abläufe und stellen fest, dass sie noch mehr Geld benötigen, und beschließen somit, noch mehr zu stehlen.
Unter den Namen Bunty und Babli legen die beiden viele reiche Menschen rein und verschenken einen Teil des Geldes an Arme. In den Medien wird ständig über das perfekte Team berichtet.
In Bombay ankommend macht Rakesh einen Rückzieher. Sein Ziel war es, berühmt und reich zu werden, und dies hatte er nun erreicht. Vimmi gibt ihren Traum, Model zu werden, auf, und beide beschließen, von nun an nur noch als Bunty und Babli zu leben. Sie haben sich ineinander verliebt und heiraten auf der Stelle. Inzwischen ist der Polizist Dashrath Singh hinter dem Paar her und verhört Menschen, die von ihnen reingelegt wurden. 
Sechs Monate später. Babli ist mittlerweile hochschwanger. Nun hat das Gaunerpaar vor, ein Hotel zu kaufen. An der Hotelbar trifft Bunty auf Dashrath Singh und sie führen, unter Einfluss von Alkohol, eine nette Unterhaltung. Nachdem die Party zu Ende ist, erzählt Dashrath, dass er ein Polizist ist und hinter Bunty und Babli her ist. Das Paar will den betrunkenen Polizeimann auf dem schnellstmöglichen Weg loswerden, und sie schicken ihn nach Hause.
Nächste Mission: Die indische Bank verteilt Gold in vier Städten. Bunty schleicht sich als Personal in den Flughafen, der von Dashrath und anderen Polizisten bewacht wird. Im Flugzeug versteckt sich Bunty beim Gepäck, um das Gold zu stehlen. Zur gleichen Zeit ruft Babli beim Flughafen an und informiert über eine tickende Bombe.
Die Maschine fliegt nach Delhi. Dashrath fährt nach, um das Flugzeug zu kontrollieren. Bunty ist mittlerweile in Delhi entkommen. Das Flugzeugpersonal identifiziert die Handynummer von Babli und ruft zurück. Sie hören, dass zeitgleich ein Handy im Flughafen klingelt, und da erkennt Dashrath Babli, die durch ihre aufgetretenen Wehen von Bunty ins größte Krankenhaus Delhis gefahren wird. Genau dies vermutet der Cop und fährt ebenfalls ins Krankenhaus.
Nachdem Babli das Kind geboren hat, flieht die Familie mit dem Gold aus dem Krankenhaus und sie fahren mit dem Zug. Babli will Bunty nun zur Vernunft bringen. Sie müssen jetzt die Verantwortung für ihren gemeinsamen Sohn Pappu übernehmen, und so beschließen sie, mit dem Stehlen aufzuhören, um dem Kind eine Zukunft zu bieten. Sie erkennen auch, dass ihre Eltern recht gehabt hatten.
An der nächsten Bahnhofsstation werden sie von Dashrath erwischt und im Zug gefangen genommen. Doch während der Fahrt erkennt er, dass das Gaunerpaar Bunty und Babli nicht mehr existierten und seine Mission erfüllt ist sie einzufangen. Somit entscheidet er sie gehen zu lassen. Er schickt sie nach Hause zu Rakeshs Eltern. Drei Jahre später besucht der Polizist die Familie und gibt den beiden eine Chance, als Detektive unter den Namen Bunty und Babli zu arbeiten.

## Musik
| # | Titel           | Sänger                                                                                  | Länge |
| - | --------------- | --------------------------------------------------------------------------------------- | ----- |
| 1 | Dhadak Dhadak   | Sunidhi Chauhan, Udit Narayan, Nihira Joshi                                             | 06:33 |
| 2 | Chup Chup Ke    | Sonu Nigam, Mahalakshmi Iyer                                                            | 07:13 |
| 3 | Nach Baliye     | Sukhwinder Singh, Jaspinder Narula, Shankar Mahadevan, Siddharth Mahadevan, Sowmya Raoh | 06:02 |
| 4 | Bunty Aur Babli | Shankar Mahadevan, Siddharth Mahadevan, Sukhwinder Singh, Jaspinder Narula              | 05:42 |
| 5 | B N B           | Shankar Mahadevan, Blaaze, Loy Mendonsa                                                 | 03:38 |
| 6 | Kajra Re        | Alisha Chinoy, Shankar Mahadevan, Javed Ali                                             | 08:02 |

## Hintergrund
- Die Geschichte nimmt Motive aus dem Leben des US-Gangsterpärchens Bonnie und Clyde auf, insbesondere deren romantisierende Bearbeitung im US-amerikanischen Film Bonnie und Clyde aus dem Jahr 1967. Allerdings werden die Gewalttaten wie auch der gewaltsame Tod des echten Pärchens ausgeblendet.
- Dies ist der erste Film, in dem Amitabh Bachchan und sein Sohn Abhishek Bachchan gemeinsam spielen.
- Zuerst wurde Hrithik Roshan gefragt, ob er Bunty spielen wolle, er lehnte aber ab.
- In dem Song Kajra Re sollte eigentlich Sushmita Sen mitspielen anstatt Aishwarya Rai.
- Im deutschsprachigen Raum erschien der Film erstmals als DVD am 11. Juli 2008 unsynchronisiert mit deutschen Untertiteln unter dem Namen Bunty und Babli, herausgegeben vom Filmlabel Rapid Eye Movies.